# Bélaye
Bélaye is een gemeente in het Franse departement Lot (regio Occitanie) en telt 221 inwoners (2004). De plaats maakt deel uit van het arrondissement Cahors.

## Geografie
De oppervlakte van Bélaye bedraagt 18,3 km², de bevolkingsdichtheid is 12,1 inwoners per km².
De onderstaande kaart toont de ligging van Bélaye met de belangrijkste infrastructuur en aangrenzende gemeenten.

## Demografie
Onderstaande figuur toont het verloop van het inwonertal (bron: INSEE-tellingen).